# Fahrbach (Itter)
Der Fahrbach ist ein Bach des Odenwaldes, der größtenteils auf der Grenze zwischen dem Stadtgebiet von Eberbach im baden-württembergischen Neckar-Odenwald-Kreis und dem Stadtgebiet von Oberzent im hessischen Odenwaldkreis verläuft. Nach etwa 21⁄2 km langem Lauf ungefähr nach Nordwesten mündet er beim Eberbacher Dorf Friedrichsdorf von links in die mittlere Itter.

## Geographie

### Verlauf
Der Fahrbach entsteht in der Waldgemarkung des Gemeindeteils Reisenbach von Mudau auf einer Höhe von etwa 352 m ü. NHN ungefähr einen Kilometer nördlich der Kuppe des Salzlackenkopfs (577,7 m ü. NHN), eines der höchsten Berge des Odenwaldes. Ursprung des Baches sind einige nahe beieinander liegende Quellen am Beginn des kleinen Waldgewanns Oberfahrenbach, die schon tief in einer wenigstens weitere anderthalb Kilometer weiter bergaufwärts nach Osten und dann Süden zu verfolgenden Talmulde liegen. Die Quellschüttungen fließen nach etwa zehn Metern über einen steinigen Bettabschnitt in einen hinter einem etwas defekten Damm angestauten Kleinteich ein.
Aus diesem fließt der dort meist weniger als einen Meter breite Bach gewunden nach Westnordwesten etwa 350 Meter lang durch eine locker von Waldbäumen bestandene Aue. Dann läuft er auf etwa 320 m ü. NHN in einen etwa 5 Ar großen See ein, der hinter der Bachquerung einer talaufwärts laufenden Waldwegschlinge angestaut ist.
Die folgenden etwa 400 Meter zieht er weiter gewunden, nunmehr bis zu zwei Meter breit, von Erlen am Ufer begleitet nordwestwärts durch den Wald, in dem ihm kleine Quellabflüsse zulaufen. Er überschreitet dabei zuletzt die Stadtgrenze zu Eberbach. Gleich danach erreicht er die Grenze zwischen Eberbach linksseits des Baches und Oberzent rechtsseits von ihm, die danach seinem von dort an westlichen bis nordwestlichen Lauf gewunden bis zur Mündung folgt.
Rechtsseits des Baches steht weiterhin Wald bis hinauf auf den Bergkamm, der sich vom Schildenberg (552,3 m ü. NHN) am Nordosteck des Einzugsgebietes westwärts bis zur Mündung zieht. Dagegen öffnet sich linksseits das Tal zu einer Wiesenlandschaft, die durch kleine Waldstücke, Feldgehölze und Hecken anfangs locker gegliedert ist.
Etwa 400 Meter vor der Mündung setzt linksseits die Bebauung von Friedrichsdorf ein. Nach dem Übergang ins Ittertal unterquert der Bach am Dorf die Amorbacher Straße (L 2311) und fließt danach verdolt seine letzten hundert Meter, bis er von links an einer Nordspitze der Grenze von Baden-Württemberg zu Hessen auf etwa 219 m ü. NHN in die Itter einläuft.
Der Fahrbach mündet nach etwa 2,4 km langem Lauf mit mittlerem Sohlgefälle von rund 55 ‰ etwa 133 Höhenmeter unterhalb seines Ursprungs. Er hat keine nennenswerten offenen Zuflüsse.

### Einzugsgebiet
Der Fahrbach hat ein 4,0 km² großes Einzugsgebiet, das naturräumlich im Unterraum Südlicher zertalter Sandsteinodenwald des Zentralen Sandsteinodenwaldes liegt, der ein Teil des Buntsandstein-Odenwaldes ist. Die höchsten Erhebungen sind der 552,3 m ü. NHN hohe Schildenberg am Nordosteck, das 571 m ü. NHN hohe Köpfchen an der Südspitze des Einzugsgebietes und der 577,7 m ü. NHN hohe Salzlackenkopf an der südwestlichen Wasserscheide.
Das Gebiet ist zu über 90 % von Wald bestanden, nur linksseits des Unterlaufes gibt es auf dem Talgrund und am Unterhang offene Wiesenflur. Allein an der Mündung gibt es Besiedlung, in Gestalt eines Teiles des Dorfes Friedrichsdorf linksseits und eines einzigen Gewerbegebäudes von Kailbach rechtsseits.
Den kleinsten Anteil hat die Friedrichsdorfer Teilgemarkung der Stadt Eberbach linksseits des Unterlaufs, einen etwas größeren die Kailbacher Teilgemarkung der Stadt Oberzent am Nordrand, den größten die Teilgemarkung Reisenbach der Gemeinde Mudau im Osten und Südosten.

## Geologie
Im Einzugsgebiet steht überall Buntsandstein an, vom Oberen auf Köpfchen und Salzlackenkopf über den Mittleren im größten Teil des bewaldeten Teils bis hinab zum Unteren Buntsandstein entlang des größten Teils des Bachlaufs; der letzte ist teilweise durch Hangschutt überlagert. Zwei ungefähr von Süd nach Nord ziehende Störungslinien queren den Bachlauf, bei beiden liegt die Hochscholle im Osten.

## Natur und Schutzgebiete
Der Eberbacher Einzugsgebietsanteil außerhalb der Friedrichsdorfer Ortsflur liegt im Landschaftsschutzgebiet Neckartal II-Eberbach, der gesamte baden-württembergische, also Mudauer und Eberbacher Gebietsanteil im Naturpark Neckartal-Odenwald.

### LUBW
Amtliche Online-Gewässerkarte mit passendem Ausschnitt und den hier benutzten Layern: Lauf und Einzugsgebiet des Fahrbachs

Allgemeiner Einstieg ohne Voreinstellungen und Layer: Daten- und Kartendienst der Landesanstalt für Umwelt Baden-Württemberg (LUBW) (Hinweise)
1. 1 2 3  Höhe nach dem Höhenlinienbild auf dem Hintergrundlayer Topographische Karte.
2. ↑  Länge nach dem Layer Gewässernetz (AWGN), ergänzt um ein kleines, auf der Gewässerkarte nicht berücksichtigtes Anfangsstück, das nach Biotopzuschnitten auf dem einschlägigen Layer abgemessen wurde.
3. ↑  Einzugsgebiet nach dem Layer Basiseinzugsgebiet (AWGN).
4. ↑  Seefläche nach dem Layer Stehende Gewässer.
5. ↑  Natur teilweise nach dem Layer Geschützte Biotope.
6. ↑  Höhe nach grauer Beschriftung auf dem Hintergrundlayer Topographische Karte.
7. ↑  Schutzgebiete nach den einschlägigen Layern.

### Andere Belege
1. ↑  Abfluss-BW - Daten und Karten
2. 1 2  Höhe nach schwarzer Beschriftung auf: www.lagis-hessen.de
3. ↑  Otto Klausing: Geographische Landesaufnahme: Die naturräumlichen Einheiten auf Blatt 151 Darmstadt. Bundesanstalt für Landeskunde, Bad Godesberg 1967. → Online-Karte (PDF; 4,3 MB)
4. ↑  Höhe nach schwarzer Beschriftung auf dem Layer WMS LGL-BW Topographische Freizeitkarte 1:25.000 auf: Geoportal Baden-Württemberg (Hinweise)
5. ↑  Geologie nach den Layern zu Geologische Karte 1:50.000 auf: Mapserver des Landesamtes für Geologie, Rohstoffe und Bergbau (LGRB) (Hinweise)